# Ravninsko
Ravninsko is een plaats in de gemeente Đurmanec in de Kroatische provincie Krapina-Zagorje. De plaats telt 407 inwoners (2001).